# Институт за защита на паметниците на културата и музей – Битоля
Националната институция Институт за защита на паметниците на културата и музей – Битоля (на македонска литературна норма: Национална установа Завод за заштита на спомениците на културата и музеј – Битола) е музей и научна организация в град Битоля, Северна Македония.

## История и дейност
В 1974 година Народният музей в Битоля е настанен в сградата на бившето османско Битолско военно училище, което дотогава се ползва от Югославската народна армия.
В 2003 година правителството на Република Македония прекръщава Института за защита на паметниците на културата, музей и галерия (Завод за заштита на спомениците на културата, музеј и галерија - Битола) със сегашното име.
Основна цел на институтцията е защитата, систематизацията, научната обработка и презентацията на културното наследство в община Битоля.
Музеят използва следните обекти:
- Сградата на старото Битолско военно училище;
- Археологическият обект Хераклея Линкестис;
- Йени джамия;
- Къща музей „Гоце Делчев“;
- Къща музей „Стив Наумов“;
- Културен център „Магаза“;